# Amicini Imre
Amicini Imre, vagy Lieb Imre, Trauschnál Emerich Leib (Beszterce, 1522 – Beszterce, 1602) evangélikus lelkész.
Apja tímármester volt. Előbb kántorként működött Besztercén, majd diakónus volt Nagydemeteren. 1562-től 38 éven át lelkészként szolgált Malomárkán. Idős korában a háború zavarai elől Besztercére vonult. 1602-ben, amikor Giorgio Basta a császáriakkal a várost ostromolta, két fiával együtt a hagymáz áldozata lett.
Kéziratban maradt művei:
- Tractatus de Conjugio et de gradibus ac variis casibus matrimonialibus 1577
- Orationes in Capitulo Bistriciensi habitae
- Monumenta vetera et recentia Jurium ac Privilegiorum Capituli Bistriciensis in unum Librum nunc fideliter congesta 1599. A kézirat a besztercei káptalan levéltárából a nagyszebeni levéltárba került; 1402-1524-ig 46 oklevél-másolattal, amelyek közül 28-nak sem eredetije, sem egyéb másolata nem ismert. A munkát később Johannes Ziegler folytatta. A címe: Historia diplomatica capituli Bisztricensis de A. 1599. per Joannem Ziegler A. 1727. Első kiadása a „Magyar Nyelvművelő Társaság Munkálatainak Első Darabja" című gyűjteményben volt.